# The Mallorca Files
The Mallorca Files es una serie británica de drama procedimental creada por Dan Sefton para la BBC One. La serie está protagonizada por Elen Rhys y Julian Looman como dos agentes completamente opuestos de distintos países que resuelven crímenes en la isla española de Mallorca.
La serie se estrenó en la BBC One el 25 de noviembre de 2019, con emisión diaria por las tardes, el mismo día que la plataforma de streaming de la BBC, BBC iPlayer. El 11 de noviembre de 2019, dos semanas antes del estreno, la serie fue renovada por una segunda temporada, la cual se estrenó completa en BBC iPlayer el 1 de febrero de 2021 y emitió su primer capítulo en televisión ese mismo día. En mayo de 2022, The Mallorca Files fue renovada por una tercera temporada la cual está en desarrollo.

## Trama
Dos detectives completamente opuestos, la detective condestable galesa Miranda Blake (Elen Rhys) y el detective alemán Max Winter (Julian Looman), son contratados por la jefa de policía de Palma de Mallorca, Inés Villegas (María Fernández Ache), para resolver crímenes cometidos en la isla, generalmente aquellos que atentan contra la comunidad internacional. Normalmente los casos que reciben suelen ser de menor importancia, debido a que los dos detectives no son españoles.

## Reparto

### Reparto principal
- Elen Rhys como Miranda Blake
- Julian Looman como Max Winter
- María Fernández Ache como Inés Villegas
- Nacho Aldeguer como Federico Ramis
- Alex Hafner como Roberto Herrero
- Nansi Nsue como Luisa Rosa
- Tábata Cerezo como Carmen Lorenzo

### Reparto recurrente
- Denis Schmidt como Christian
- Carlos Olalla como Joan Lorenzo
- Tanya Moodie como Abbey Palmer

## Capítulos
| Temporada | Temporada | Episodios | Episodios | Emisión original        | Emisión original       |
| Temporada | Temporada | Episodios | Episodios | Primera emisión         | Última emisión         |
| --------- | --------- | --------- | --------- | ----------------------- | ---------------------- |
|           | 1         | 10        | 10        | 25 de noviembre de 2019 | 6 de diciembre de 2019 |
|           | 2         | 6         | 6         | 1 de febrero de 2021    | 8 de febrero de 2021   |

### Primera temporada (2019)
| N.º en serie | N.º en temp. | Título                                                | Dirigido por    | Escrito por               | Fecha de estreno en BBC One | Fecha de preestreno en BBC iPlayer |
| ------------ | ------------ | ----------------------------------------------------- | --------------- | ------------------------- | --------------------------- | ---------------------------------- |
| 1            | 1            | «Honous Amongst Thieves» «Honor entre ladrones»       | Bryn Higgins    | Dan Sefton                | 25 de noviembre de 2019     | 25 de noviembre de 2019            |
| 2            | 2            | «King of the Mountains» «El rey de la montaña»        | Charles Palmer  | Dan Muirden               | 26 de noviembre de 2019     | 25 de noviembre de 2019            |
| 3            | 3            | «The Oligarch's Icon» «El icono del oligarca»         | Bryn Higgins    | Alex McBride y Dan Sefton | 27 de noviembre de 2019     | 25 de noviembre de 2019            |
| 4            | 4            | «Number One Fan» «Fan número uno»                     | Charles Palmer  | Rachael New               | 28 de noviembre de 2019     | 25 de noviembre de 2019            |
| 5            | 5            | «Sour Grapes» «Amargor»                               | Gordon Anderson | Dan Muirden               | 29 de noviembre de 2019     | 25 de noviembre de 2019            |
| 6            | 6            | «To Kill a Stag» «Matar a un macho»                   | Rob Evans       | Sarah-Louise Hawkins      | 2 de diciembre de 2019      | 25 de noviembre de 2019            |
| 7            | 7            | «Friend Henry» «Amigo Henry»                          | Bryn Higgins    | Alex McBride y Dan Sefton | 3 de diciembre de 2019      | 25 de noviembre de 2019            |
| 8            | 8            | «Death in the Morning» «Muerte en la mañana»          | Bryn Higgins    | Rachael New               | 4 de diciembre de 2019      | 25 de noviembre de 2019            |
| 9            | 9            | «Mallorca's Most Wanted» «El más buscado de Mallorca» | Rob Evans       | Sarah-Louise Hawkins      | 5 de diciembre de 2019      | 25 de noviembre de 2019            |
| 10           | 10           | «Ex Factor» «El factor ex»                            | Bryn Higgins    | Dan Sefton                | 6 de diciembre de 2019      | 25 de noviembre de 2019            |

### Segunda temporada (2021)
| N.º en serie | N.º en temp. | Título                                            | Dirigido por            | Escrito por          | Fecha de estreno en BBC One | Fecha de preestreno en BBC iPlayer |
| ------------ | ------------ | ------------------------------------------------- | ----------------------- | -------------------- | --------------------------- | ---------------------------------- |
| 11           | 1            | «The Maestro» «El maestro»                        | Bryn Higgins            | Dan Sefton           | 1 de febrero de 2021        | 1 de febrero de 2021               |
| 12           | 2            | «Son of a Pig» «Hijo de cerdo»                    | Bryn Higgins            | Damian Wayling       | 2 de febrero de 2021        | 1 de febrero de 2021               |
| 13           | 3            | «A Dish Served Cold» «Un plato que se sirve frío» | Craig Pickles           | Sarah-Louise Hawkins | 3 de febrero de 2021        | 1 de febrero de 2021               |
| 14           | 4            | «The Beautiful Game» «El deporte rey»             | Craig Pickles           | Dan Muirden          | 4 de febrero de 2021        | 1 de febrero de 2021               |
| 15           | 5            | «The Blue Feather» «La pluma azul»                | Christiana Ebohon-Green | Tim Whitnall         | 5 de febrero de 2021        | 1 de febrero de 2021               |
| 16           | 6            | «The Outlaw Jose Rey» «El forajido José Rey»      | Christiana Ebohon-Green | Liz Lake             | 8 de febrero de 2021        | 1 de febrero de 2021               |

## Producción
El rodaje de The Mallorca Files comenzó en noviembre de 2018, tomando lugar íntegramente en la ciudad de Palma de Mallorca. Ben Donald, productor ejecutivo de la serie y fundador de Cosmopolitan Pictures, dijo que la serie mació "del deseo de crear una serie de acción de policías para sentirse bien, como las series con las que crecí" y de "refrescar la relación anglo-alemana en la televisión".
El 11 de noviembre de 2019, dos semanas antes del estreno de la serie, ésta fue renovada por una segunda temporada. La segunda temporada originalmente iba a consistir de diez capítulos, como la primera, pero el rodaje fue interrumpido debido a la pandemia de COVID-19 y el número de capítulos, como resultado, fue reducido a seis. La posproducción de los seis capítulos terminados fue finalizada en agosto de 2020, mientras que los productores esperaban mover los cuatro capítulos restantes a la tercera temporada si volvían a renovar.
En mayo de 2022, la serie fue renovada por una tercera temporada.

## Emisión

### Reino Unido
En el Reino Unido, la serie se estrenó completa en BBC iPlayer el 25 de noviembre de 2019, día en que el primer capítulo se estrenó en BBC One, mientras que el resto de la serie se emitió de forma diaria, concluyendo el 6 de diciembre de 2019.
La segunda temporada se emitió de forma parecida, estrenádose completa en BBC iPlayer y emitiendo el primer capítulo el 1 de febrero de 2021, también en tira diaria, finalizando el 8 de febrero de 2021.

### España
En España, donde se rodó la serie, The Mallorca Files se ha emitido en hasta tres canales. La primera emisión de la serie fue en la cadena de pago Cosmo, donde se estrenó el 8 de junio de 2021. La serie también fue adquirida por Atresmedia Televisión, que la estrenó en el canal temático de ficción Atreseries el 19 de noviembre de 2021, convirtiéndose en el mejor estreno de la historia del canal. El grupo también empezó a emitirla en Antena 3 a partir del 3 de agosto de 2022.

### Otros países
En Francia, la cadena France 2 emitió la primera temporada de la serie en junio de 2020, titulada simplemente Mallorca. En Latiinoamérica, la serie se estrenó en Europa Europa el 7 de junio de 2021